# Eu Continuo de Pé
Eu Continuo de Pé é o sexto álbum de estúdio da banda de rock cristão Resgate, lançado em 2002. Com produção musical de Paulo Anhaia, o trabalho seguiu a proposta musical de Praise, no entanto seu repertório é considerado pelo próprio grupo e a mídia especializada como o pior em toda a carreira do Resgate.
Embora tenha sido parte de uma fase criativa ruim para a banda, foi o primeiro disco com a participação do tecladista Dudu Borges, que chegou a criar alguns arranjos para as músicas, tornando-se integrante posteriormente. Paulo Anhaia trabalharia novamente com o Resgate dez anos depois, em Este Lado para Cima (2012).
Dentre o repertório, "Pra Todos os Efeitos" tornou-se uma das principais canções do Resgate. Em janeiro de 2014, com a remasterização da discografia do Resgate, o álbum passou a ser vendido em formato digital.

## Antecedentes
O Resgate resolveu repetir a fórmula do álbum anterior, Praise (2000), que foi produzido por Paulo Anhaia e gravado no estúdio Midas. No entanto, algumas influências do projeto Acústico, de 2001, eram esperadas para se fazerem presentes. Uma delas era a participação do pianista Woody. No entanto, o músico não pôde participar, o que fez a banda recrutar o tecladista Dudu Borges, na época significativamente mais jovem que o restante da formação, para um ensaio. A performance de Borges agradou tanto os integrantes que o músico acabou sendo recrutado para a gravação do álbum.

## Gravação
Gravado no estúdio Midas, Eu Continuo no Pé conteve a participação de vários músicos convidados, entre eles o grupo FLG e o instrumentista Esdras Gallo, do Renascer Praise. O tecladista Dudu Borges participou da elaboração da mixagem ao lado do produtor Paulo Anhaia e ainda escreveu o arranjo de cordas de algumas músicas, como "Pra Todos os Efeitos". Pela primeira vez em toda a carreira da banda, o vocalista Zé Bruno escreveu todas as músicas sozinho.

## Lançamento e recepção
| Críticas profissionais | Críticas profissionais |
| Avaliações da crítica  | Avaliações da crítica  |
| Fonte                  | Avaliação              |
| ---------------------- | ---------------------- |
| O Propagador           | [ 4 ]                  |

Eu Continuo de Pé foi lançado em 2002 pela gravadora Gospel Records e recebeu avaliações negativas da mídia especializada. Retrospectivamente, a obra recebeu uma cotação de 1,5 de 5 estrelas do guia discográfico do O Propagador. Segundo o guia, "Eu Continuo de Pé é, de longe, o pior álbum do Resgate".
Mais tarde, a banda afirmou que Eu Continuo de Pé "é um CD fora de padrão, abaixo da crítica interna da banda". Apesar disso, as músicas "A Resposta", "Os Dez Leprosos" e "Pra Todos os Efeitos" chegaram a ser tocadas em shows. Anos depois, no entanto, o grupo deixou de tocar "A Resposta" por sua letra neopentecostal e regravou "Amor" no álbum 25 Anos, de 2015.
"Pra Todos os Efeitos", por sua vez, se tornou um dos principais sucessos do grupo e foi escolhida para representar Eu Continuo de Pé na coletânea de grandes êxitos Pretérito Imperfeito, mais que Perfeito (2011).

## Faixas
Todas as composições por Zé Bruno.
1. "A Resposta"
2. "Os dez leprosos"
3. "A voz do deserto"
4. "Era uma vez um cego"
5. "Amor"
6. "Gratidão"
7. "Pra Todos os Efeitos"
8. "Puro Amor"
9. "Jamais"
10. "Nome sobre Todo Nome"

## Ficha técnica
A seguir estão listados os músicos e técnicos envolvidos na produção de Eu Continuo de Pé:
Banda
- Zé Bruno - vocais, violão, guitarra, slide guitar e mixagem
- Hamilton Gomes - guitarra e vocais de apoio
- Marcelo Bassa - baixo
- Jorge Bruno - bateria e vocal de apoio

Músicos convidados
- Paulo Anhaia - produção musical, pandeiro, engenharia de áudio, mixagem
- Dudu Borges - piano, órgão hammond, arranjo de cordas, edição e mixagem
- FLG - vocal de apoio
- Esdras Gallo - sax tenor e arranjo de metais
- Chiquinho - trompete
- Hugo Ksenhuk - trombone

Equipe técnica
- Luciano Vassão - masterização
- Eduardo Sider - masterização
- Fernando Fernandes - engenharia de áudio
- Nilton Balone - assistente de engenharia de áudio

Projeto gráfico
- Fábio Garcia - capa
- Sérgio Saraiva - fotografia